# Gödelöv
Gödelöv är kyrkbyn i Gödelövs socken i Lunds kommun i Skåne belägen strax norr om Genarp vid ett biflöde till Höje å.
Här ligger Gödelövs kyrka.